# راتكو فاردا
راتكو فاردا (بالصربية: Ратко Варда) مواليد 6 مايو 1979 في البوسنة والهرسك، جمهورية البوسنة والهرسك الاشتراكية، جمهورية يوغوسلافيا الاشتراكية الاتحادية، هو لاعب كرة سلة صربي. بدأ مسيرته الاحترافية في سنة 1995. يلعب مع فريق نادي الحكمة كلاعب وسط. يحمل الرقم 41.

## المسيرة الاحترافية
لعب مع بارتيزان من سنة 1995 إلى 2001، ثم لعب مع ديترويت بيستونز في موسم 2001–2002، ثم لعب مع أوليمبيا في سنة 2003، ثم لعب مع بشكتاش لكرة السلة في الدوري التركي في موسم 2004–2005، ثم لعب مع ريال مدريد لكرة السلة في الدوري الإسباني في موسم 2006–2007، ثم لعب مع منورقة لكرة السلة في موسم 2007–2008، ثم لعب مع زالغيريس لكرة السلة في سنة 2008.

## روابط خارجية
- راتكو فاردا على موقع الاتحاد الدولي لكرة السلة (الإنجليزية)
- راتكو فاردا على موقع الدوري الأوروبي لكرة السلة (الإنجليزية)
- راتكو فاردا على موقع سبورتس رفرنس (الإنجليزية)
- راتكو فاردا على موقع الدوري الإسباني لكرة السلة (الإسبانية)
- راتكو فاردا على موقع كرة السلة الأوروبية.كوم (الإنجليزية)
- راتكو فاردا على موقع ريلجم (الإنجليزية)
- راتكو فاردا على موقع بروبوليرز (الإنجليزية)
- راتكو فاردا على موقع سبورتس رفرنس (الإنجليزية)